# امامت
امامت واژه‌ای عربی می‌باشد که به رهبری و ادارهٔ جامعه اشاره دارد و معمولاً برای توصیف جایگاه امام استفاده می‌شود. امام در لغت به معنای «پیشوا» یا فردی است که مورد اقتداء قرار می‌گیرد و در معنای عام خویش شامل امام هدایتگر و امام گمراه‌کننده است. در آثار کلامی و فقهی مسلمانان شیعه و سنی، به رهبر جامعه و دولت اسلامی امام گفته شده‌است. جامعه مسلمانان اصطلاح امامت را به مسئله جانشینی و خلافت پس از پیامبر اسلام مربوط می‌دانند و در این مورد دیدگاه‌های مختلفی دارند.
واژهٔ امام به صورت مفرد و جمع در آیه‌های متعددی از قرآن به‌کار رفته‌است. به استناد منابع متعدد شیعه، تعدادی از آیه‌های قرآن از جمله آیه‌های ولایت، اکمال، تبلیغ و اطاعت مربوط به موضوع امامت هستند. 
اگر چه متکلمان سنی امامت را امر اعتقادی نمی‌دانند و آن را مسئله‌ای فقهی به‌شمار می‌آورند اما روایت‌هایی را مبنی بر شناخت امام در منابع خود نقل کرده‌اند. شیعیان نیز احادیثی به نقل از پیامبر اسلام گزارش کرده‌اند که حدیث غدیر و منزلت از مهم‌ترین آنها محسوب می‌شوند. روایت‌های متعددی از راویان شیعه و اهل سنت به نقل از پیامبر اسلام آورده شده‌است که تعداد جانشینان او را دوازده نفر معرفی کرده‌اند. در بعضی از این احادیث به تبار و نام این دوازده نفر اشاره شده‌است.   
اهل سنت امامت را نوعی حکومت و ریاست بر مردم می‌دانند و به بیعت مردم با امام به عنوان رهبر جامعه اسلامی معتقدند، درحالی که شیعیان امامت را مقامی برای انسان‌های خاص می‌دانند که از طرف خداوند به آنها اعطا شده و در امتداد نبوت پیامبر اسلام است. در میان اهل سنت و شیعیان بر مسائلی مانند راه‌های تعیین خلیفه، ویژگی‌ها و گستره مسئولیت‌های او اختلاف نظر وجود دارد. علاوه بر این؛ در بحث امامت در باور شیعیان امامیه با عقاید دیگر فرقه‌های شیعی (زیدیه و اسماعیلیه) تفاوت‌هایی موجود است. از نقاط مشترک باورهای اهل سنت و شیعیان می‌توان به وجوب اطاعت از امام نام برد که با وجود اختلاف نظرها در بخش‌های مختلف امامت؛ هر دو گروه اطاعت از امام را واجب و ضروری می‌دانند.

## معنای امامت

### معنای لغوی
در زبان عربی امامت مصدر مره از واژه عربیِ امام است که معمولا برای توصیف جایگاه امام استفاده می‌شود. امام در لغت به کسی گفته می‌شود که مقدّم و مقتدای مردم باشد و مردم او را پیشوا و رهبر و راهنمای خود قرار دهند؛ بنابراین تعریف، امامت در صورتی تحقق می‌یابد که گروهی از فردی اطاعت کنند و در مقابلش تسلیم باشند.
ابن فارس لغت‌شناس سنی مذهب، در تعریف معنای امام در معجم المقاییس اللغة آورده‌است که امام، کسی است که به او اقتدا شود و در امور مقدم داشته شود. ابن منظور زبان‌شناس شافعی مذهب، در کتاب لسان العرب در تعریف امامت آورده‌است: «امامت یعنی گروهی را امامت کرد و به گروهی امام شد؛ بلکه بر آنها مقدم شد. این حقیقت امامت است. و امام همه آن کسانی را گویند که عده‌ای به آنان اقتدا کنند؛ اعم از اینکه به راه راست یا گمراه باشند.» بنابراین، «امام» در لغت معنای عامی دارد که شامل هر دو معنای امام هدایتگر و امام گمراه‌کننده می‌شود. راغب اصفهانی لغت‌شناس سنی مذهب، نیز در معنای امام چنین می‌نویسد: «کسی یا چیزی که بدان اقتدا کنند؛ چه برحق باشد و چه بر باطل. امام هم بر انسانی که به قول و فعل او اقتدا شود و هم به کتاب آسمانی یا غیر آن هم گفته می‌شود.»

### معنای اصطلاحی در کلام اسلامی
واژه «امام» در اصطلاحات و امور مختلف، معانی گوناگونی دارد. از این واژه برای اشاره به قرآن، پیامبر اسلام، جانشین پیامبر، امام در نماز جماعت، فرمانده سپاه، راهنمای مسافران، ساربان و راهنمای شتران، چوب و ریسمان، تراز در ساختمان، راه پهن و آشکار و دانشمندی که از او پیروی می‌شود؛ استفاده می‌شود. همچنین به نوشته رابرت گلیو در دانشنامه جهان اسلام، رهبر و مرجع، نمونه و الگو از معانی کلمه امام هستند. با وجود اینکه معمولا مسلمانان به کسی که نمازگزاران در نماز به او اقتدا می‌کنند، امام می‌گویند اما این واژه در مفهوم خاص و جهانی آن و در آثار فقهی مسلمانان برای اشاره به رهبر و رئیس امت مسلمان به‌کار می‌رود. امامت از دیدگاه اهل سنت نوعی حکومت و ریاست بر مردم است و امام از طریق بیعت با مردم معین می‌گردد، اما در اعتقاد شیعیان امامت مقامی است که خداوند به عده‌ای از انسان‌های خاص داده‌است و این مقام در امتداد و استمرار نبوت پیامبر اسلام قرار دارد. محمد یزدی مطلق پژوهشگر شیعی، در تعاریف اصطلاحی امامت از دیدگاه فرقه‌های شیعه و سنی از سه تعریف نام می‌برد: ریاست و زعامت در امور دین و دنیای مردم، ریاست و زعامت در امور دین و دنیا به عنوان خلیفه پیامبر، تحقق بخشیدن برنامه‌های دینی اعم از حکومت به معنای وسیع آن و اجرای حدود و احکام خدا و اجرای عدالت اجتماعی. تفتازانی و ماوردی از علمای اهل سنت، نیز در تعریف امامت از ریاست و رهبری عامه در دین و دنیا با عنوان خلیفه پیامبر نام می‌برند و آن را جایگاهی برای جانشینی پیامبر در پاسداری از دین و سیاست دنیا می‌دانند. همچنین بر اساس گزارش رشید رضا از اندیشمندان اهل سنت، سه واژه هم معنای «خلافت»، «امامة العظمی» و «امارة المؤمنین» بر ریاست و رهبری حکومت اسلامی که بر پایه مصالح دین و دنیای مسلمانان استوار باشد، به کار می‌روند. معنای اصطلاحی «امامت» در موسوعة الفقهیة یکی از آثار فقهی شیعی، ریاست عامه در دین و دنیا به عنوان خلیفه و جانشینی پیامبر اسلام آمده و برای تمایز با امامت جماعت در نماز، آن را با عبارت «امامت الکبری» معرفی کرده‌است. از نظر ابن خلدون، دانشمند سنی مذهب، امامت همان خلافت و جانشینی از مقام صاحب شرع یعنی پیامبر در نگاهبانی از دین و دنیاست. در همین راستا؛ استفاده از دو اصطلاح هم معنا و مترادف «خلیفه» و «امام» در میان مسلمانان رایج شده‌است. مسلمانان اهل سنت، معمولا اصطلاح امام را بیشتر به جهت احترام و لقب افتخاری برای متکلمان و علمای برجسته خود مانند ابوحنیفه، شافعی، مالک بن انس، احمد بن حنبل، غزالی و محمد بن عبده به‌کاربرده‌اند. در حالیکه آنها به شخصی که جانشین و قائم مقام پیامبر اسلام در اجرای احکام شرعی و رئیس مسلمانان در امور دین و دنیاست، خلیفه می‌گویند. بنابه گزارش دانشنامه اسلام و جهان مسلمین، مسلمانان سنی مذهب از قرن نهم میلادی به بعد؛ برای توصیف عالمان و پیشوایان دینی خود از واژه امام استفاده کرده‌اند و عنوان‌های خلیفه، سلطان، امیر و شیخ برای اشاره به رهبران سیاسی آنها بوده‌است. اما در میان شیعیان، امام به جانشین پیامبر اسلام که فردی معصوم است، اشاره دارد.

## امامت در قرآن
واژه «امام» در قرآن به صورت‌های مفرد و جمع، دوازده مرتبه به‌کار رفته‌است. واژه «امام»، هفت مرتبه به صورت مفرد و پنج مرتبه به شکل جمع آن یعنی «ائمه» در قرآن آمده‌است. از جمله آیه‌هایی که این واژه در آنها در شکل مفرد به کار رفته‌است آیه ۱۲۴ سوره بقره و آیه ۷۴ سوره فرقان است که این واژه به معنای پیشوا در آن آمده‌است. از این واژه برای اشاره به تورات در آیه ۱۷ سوره هود و آیه ۱۲ سوره احقاف استفاده شده‌است. در آیه ۱۲ سوره یس نیز این واژه به معنای لوح محفوظ به کار رفته‌است. این واژه به معنی راه آشکار در آیه ۷۹ سوره حجر و به معنای جامع بین امامان هدایت و ضلالت در آیه ۷۱ سوره اسراء اشاره دارد. لفظ «ائمه» به هر دو معنای پیشوای هدایت‌کننده و پیشوای گمراه‌کننده در قرآن آمده‌است. در آیه ۴۱ سوره قصص و آیه ۱۲ سوره توبه از لفظ جمع امام بر پیشوایان ضلالت استفاده شده‌است. در آیه‌های ۷۳ سوره انبیاء، ۲۴ سوره سجده و ۵ سوره قصص نیز از واژه ائمه به پیشوایان صالح و رهبری خوبان اشاره شده‌است. یزدی مطلق با توجه به آیه‌های مذکور  نتیجه می گیرد ، که امام برای هر جامعه‌ای لازم است؛ خواه امام هدایت باشد یا امام ضلالت. فخر رازی نیز در کتاب تفسیرش درباره کاربرد واژه قرآن و منظور خدا از این کلمه را چنین بیان می‌کند: «منظور از امام مطلق در قرآن؛ امام هدایت است نه غیر از آن. خداوند هرگاه از امامان ضلالت در قرآن یاد می‌کند‌؛ ‌آن را با قید «به‌سوی آتش دعوت می‌کنند»، همراه می‌سازد.»

### آیه امامت
آیه ۱۲۴ سوره بقره که با نام آیه ابتلاء ابراهیم مشهور است، از جمله آیه‌های قرآن است که با موضوع امامت است. ناصر مکارم شیرازی، مفسر شیعه در ترجمه این آیه آورده‌است: «و هنگامی که خداوند، ابراهیم را با دستوراتی آزمود و او به‌طور کامل از عهده آنها برآمد. خداوند به او فرمود من تو را امام و پیشوای مردم قرار دادم. ابراهیم گفت از دودمان من [نیز امامانی قرار بده] خداوند فرمود پیمان من به ستمکاران نمی‌رسد.»
مفسران اهل سنت و شیعه برداشت‌های متفاوتی از این آیه ارائه داده‌اند. اهل سنت معتقدند منظور از «امام» در این آیه همان «نبی» است و «عهد» را «عهد امامت و نبوت» و «ظلم» را «فسق و شرک» معرفی کرده‌اند. بدین صورت آیه مذکور را دلیلی بر عصمت ظاهری و باطنی انبیا می‌دانند. با توجه به لزوم عصمت ظاهری و باطنی انبیا در نظر اهل سنت، تنها خداست که می‌تواند فردی را به نبوت برگزیند ولی از آنجا که این نوع از عصمت در نظر آنها در امام وجود ندارد، بنابراین نصب الهی در مقام امامت لازم نیست و اهل حل و عقد قادر به نصب و گزینش امام هستند. شیعیان لفظ «امام» در آیه را به معنای فراتری از نبی دانسته‌اند. آنها منظور از «عهد» را «عهد امامت» و با توجه به عبارت پایانی این آیه یعنی «پیمان من به ستمکاران نمی‌رسد.»، آن را دلیل محکمی بر عصمت ظاهری و باطنی انبیا و در کنارش عصمت ظاهری و باطنی امام می‌دانند. با استناد به این آیه، شیعیان باور دارند که نصب امام تنها بر عهده خداوند است و سایر مردم در این زمینه حقی ندارند.

### آیه ولایت
آیه ۵۵ سوره مائده که به آیه ولایت مشهور است، از دیگر آیه‌های مربوط با موضوع امامت است. ناصر مکارم شیرازی، مفسر شیعه در ترجمه این آیه آورده‌است: «سرپرست و رهبر شما، تنها خداست و پیامبر او و آنها که ایمان آورده‌اند و نماز را بر پا می‌دارند و در حال رکوع زکات می‌پردازند.»
احمدی میانجی از محققان شیعه با استناد به روایت‌ها و گزارش‌های متعدد، نزول این آیه را در شأن علی بن ابی‌طالب دانسته‌است که پیامبر اسلام «عبارت الذین آمنوا» را در این روایت‌ها بر او تطبیق کرده‌است. بنا به گفته او، از میان منابع اهل سنت که این مطلب را گزارش کرده‌اند می‌توان به  شواهد التنزیل، تفسیر طبری و تفسیر فخر رازی و از منابع شیعه نیز به کتاب‌هایی چون تلخیص الشافی، غایة المرام و تفسیر المیزان اشاره کرد. بر اساس گزارش احمدی میانجی، ولایتی که در این آیه مورد اشاره قرار گرفته‌است؛ از آنِ خداست — به معنای وجوب اطاعت و حرمت مخالفت با خدا — و این ولایت برای پیامبر و گروهی از مؤمنان که دارای ویژگی‌هایی مشخص شده در همین آیه هستند، تلقی شده‌است. در همین راستا، اعتقاد شیعیان امامیه بر این است که ولایت مطلق تکوینی و تشریعی تنها از آنِ خداست و عقیده به صحت چنین ولایتی برای پیامبر اسلام و اولی الامر تنها و تنها به جعل و امر الهی امکان‌پذیر است.

### آیه تبلیغ
از آیه‌های دیگر مربوط به موضوع امامت، شصت و هفتمین آیه سوره مائده که مشهور به آیه تبلیغ است. مکارم شیرازی، مفسر شیعه در ترجمه این آیه آورده‌است: «ای پیامبر! آنچه از طرف پروردگارت بر تو نازل شده‌است؛ به‌طور کامل [به مردم] ابلاغ کن و اگر چنین نکنی رسالت او را انجام نداده‌ای. خداوند تو را از [خطرات احتمالی] مردم حفظ می‌کند و خداوند گروه کافران [لجوج] را هدایت نمی‌کند.»
مباحث متعددی دربارهٔ عبارت «ما انزل الیک» در این آیه در منابع اهل سنت و شیعه مطرح است. آنچه از روایت‌های امامان شیعه برداشت می‌شود این است که این تعبیر به ولایت علی بن ابی‌طالب اشاره دارد. بنا به گفته آرام از محققان شیعه، علمای بزرگ اهل سنت نظیر طبری، ابن ابی حاتم، ابو نعیم اصفهانی، ثعلبی، واحدی، سجستانی، ابن مردویه، ابن عساکر و حسکانی با اسناد مختلف از بزرگان صحابه این قول را تصدیق کرده‌اند. همچنین شماری از پیشتازان حدیث اهل سنت مانند ترمذی، نسائی، ابن ماجه و احمد بن حنبل این مطلب را در کتاب‌های خود گزارش کرده‌اند. فخر رازی ده حالت را در شأن نزول آیه بیان می‌کند که ماجرای غدیر خم نیز در بین آنهاست اما او این وجه را در بین وجوه دیگر ترجیح نداده‌است. طبری نیز در کتاب مستقلی که در باب ولایت نوشته‌است؛ دربارهٔ شأن نزول آیه تبلیغ و ولایت علی بن ابی‌طالب سخن گفته‌است.

### آیه اکمال
آیه اکمال یکی دیگر از آیه‌های قرآن در موضوع امامت است که در بخش میانی آیه سوم مائده آمده‌است. مکارم شیرازی، مفسر شیعه در ترجمه این آیه آورده‌است: «امروز دین شما را کامل کردم و نعمت خود را بر شما تکمیل کردم و اسلام را به عنوان آیین [جاودان] شما پذیرفتم.»
مفسران شیعه و اهل سنت در باب شأن نزول آیه با یکدیگر اختلاف نظر دارند. مفسران شیعه با تکیه بر آیه‌ها و روایت‌ها این آیه را مرتبط با بحث ولایت و جانشینی علی بن ابی‌طالب در رویداد غدیر خم می‌دانند. مفسران اهل سنت، عده‌ای زمان نزول را روز عرفه و آیه را مربوط به اکمال احکام و فرایض و سنن الهی می‌دانند و عده‌ای دیگر از آنها نظری مشابه مفسران شیعی دارند. از میان مفسران اهل سنت که قائل به نزول آیه در روز عرفه هستند؛ به ابواسحاق احمد ثعلبی و جلال‌الدین سیوطی می‌توان اشاره کرد. از مفسران اهل سنت حاکم حسکانی شأن نزول آیه را در روز غدیر و با موضوعیت جانشینی علی بن ابی‌طالب می‌داند. به‌اعتقاد باقر، امام پنجم شیعیان، چنان‌که در منابع شیعی آمده‌است، در روز غدیر خم و بعد از انتصابِ علی بن ابی‌طالب به امامت بود که این آیه نازل شد.

### آیه هادی (تداوم هدایت)
بخش انتهای آیه هفتم سوره رعد از آیه‌های مرتبط با امامت عنوان شده‌است. مکارم شیرازی، مفسر شیعه در ترجمه این آیه آورده‌است: «… تو تنها بیم دهنده‌ای، و برای هر گروهی هدایت کننده‌ای است.»
در کتب اهل تسنن ذیل این آیه روایت‌هایی گزارش شده‌است که مراد از واژه «هادی» را علی بن ابی‌طالب می‌دانند. سیوطی در شان نزول آیه چنین نقل کرده‌است که محمد به هنگام نزول آیه با اشاره دست به سینه‌اش خود را منذر و هشدار دهنده معرفی می‌کند و منظور از هادی در این آیه را علی بن ابی‌طالب بیان می‌کند. در منابع شیعی نیز مراد از بودن هادی در هر قوم را اشاره به این موضوع دانسته‌اند که در هر عصر و دوره‌ای امام و حجت زنده خدا برای هدایت مردم وجود دارد.

### آیه فراخوانی امت با امام
در قسمت ابتدای آیه ۷۱ سوره اسراء به رابطه امام و امت اشاره مستقیم دارد. مکارم شیرازی، مفسر شیعه در ترجمه این آیه آورده‌است: «به یاد آورید روزی را که هر گروهی را با پیشوایشان می‌خوانیم.»
به گفته محمد بن جریر طبری از مورخان اهل تسنن؛ درست‌ترین معنا با توجه به بیشترین وجه کاربردی از واژه امام به معنای کسی است که به او اقتدا می‌کنند و در دنیا پیشوایش قرار می‌دهند. سیوطی از علمای اهل تسنن نیز معتقد است که در قیامت هر گروه و دسته‌ای از مردم با سه چیز — یعنی امام زمانشان، کتاب خدا و سنت پیامبرشان — فراخوانده می‌شوند. در منابع شیعی مقصود از این واژه امامانی از سوی خدا و برای هدایت مردم می‌آیند، گزارش شده‌است.

### آیه اطاعت
پنجاه و نهمین آیه از سوره نساء که به آیه اولی الامر نیز مشهور است، از آیه‌های قرآن با محوریت امامت و رهبری است. مکارم شیرازی، مفسر شیعه در ترجمه این آیه آورده‌است: «ای کسانی که ایمان آورده‌اید اطاعت کنید خدا را و اطاعت کنید پیامبر خدا و صاحبان امر را و هرگاه در چیزی نزاع کردید آن را به خدا و پیامبر ارجاع دهید اگر ایمان به خدا و روز رستاخیز دارید، این برای شما بهتر و عاقبت و پایانش نیکوتر است.»
نظرات گوناگونی در فرقه‌های مختلف اسلامی دربارهٔ این آیه وجود دارد. به عنوان مثال قرطبی در تفسیر خود و همچنین زمخشری در الکشاف معتقدند که اولی الامر به معنای حاکمان است، اما با این تفاوت که زمخشری حاکمان حق را معنای بهتری برای این واژه دانسته‌است. آلوسی دیگر مفسر اهل سنت منظور از اولی الامر را عالمان دین می‌داند. ابوحیان، نحوی اندلسی در تفسیر البحر المحیط در مصداق اولی الامر، آن را فرماندهان نظامی یا اصحاب محمد برشمرده است. فخر رازی مفسر و عالم اهل تسنن در تفسیر خود ذیل این آیه می‌آورد که از آنجا که در این آیه اطاعت از اولی الامر هم ردیف اطاعت از خدا و رسولش آورده شده‌است و هیچ قیدی برای آن نیامده است؛ لذا اولی الامر باید ویژگی‌ پیامبر — عصمت از خطا — را داشته باشند تا شایسته چنین اطاعتی شوند و مسلمانان دچار حیرت و سرگردانی نگردند. دهقان پژوهشگر شیعی، پس از آوردن این نظر فخر رازی، عدم عصمت اولی الامر را مغایر با قرآن نیز برشمرده‌است. چرا که خداوند در مواضع مختلف در قرآن اطاعت از گناه‌کاران، مسرفین و مکذبین یا کسانی که از ذکر خدا غافلند و از هوای نفس خود تبعیت می‌کنند… را نهی کرده‌است. مصباح یزدی از پژوهشگران شیعه، روایتی را از جابر بن عبدالله انصاری گزارش می‌کند که او در این روایت از پیامبر اسلام درباره مصادیق اولی الامر سؤال می‌کند و محمد در پاسخ از دوازده نفر نام می‌برد که نخستین نفر از آنان علی بن ابی‌طالب است و بعد از او یازده نفر از فرزندانش که همه آنها را به عنوان جانشین و خلیفه خویش معرفی می‌کند.

### آیات دیگر
بر اساس گزارش موسوی یزدی پژوهشگر شیعی، آیه‌های خلافت، علم الکتاب، بینه، مباهله، تطهیر، مودت، شهادت، اجتباء  و آیه رؤیت اعمال تعدادی از آیه‌های قرآن هستند که موضوعشان در ارتباط با مسئله امامت و ولایت است. مکارم شیرازی یکی دیگر از محققان شیعه، آیه صادقین را از آیه‌های امامت می‌داند. همچنین بنابه نظر محسن اراکی محقق شیعی، آیه‌های ایتاء و اصطفاء نیز به امامت و گزینش الهی در قرآن اشاره دارند.

## امامت در احادیث

### مبانی حدیثی امامت نزد اهل سنت
با وجود آنکه امامت در دیدگاه متکلمان سنی، امری فقهی و نه اعتقادی است،‌ اما روایت‌هایی در اهمیت شناخت امام و رهبر جامعه مسلمانان در آثار و منابع اهل سنت وجود دارد. یکی از این روایت‌ها، حدیث «من مات و لم یعرف امام زمانه مات میتة جاهلیة» است که با مضامین مختلف و گوناگونی نقل شده‌است. تفتازانی از عالمان اهل سنت، در شرح المقاصد این روایت را با همین مضمون در تفسیر آیه پنجاه و نه سوره نساء از پیامبر اسلام نقل نموده‌است. اما احمد بن حنبل فقیه حنبلی، حدیث مذکور را به نقل از معاویه با عبارت ابتدایی «من مات بغیر امام» و در نقل عبدالله بن عمر «من مات مفارقا للجماعة» می‌آورد. روایت دیگری که در نزد عالمان و متکلمان اهل سنت مورد بحث‌های فراوانی قرار گرفته و درصدد یافتن مصادیق آن بوده‌اند، روایتی از پیامبر اسلام است که در آن به دوازده‌گانه بودن جانشینان پس از خویش اشاره کرده‌است. قرشی بودن و تعداد خلفا (دوازده نفر)، بیان اسامی آنها و اشاره به برخی از صفات ایشان موارد مشترکی هستند که منابع اهل سنت به نقل از محمد در مجموعه احادیث خلفای دوازده‌گانه آورده‌اند. مضمون این روایت به گزارش قندوزی حنفی چنین است: «این دین پابرجاست تا زمانیکه رهبری شما برعهده دوازده خلیفه که همه از قریشند؛ باشد.» همچنین او در کتاب خود روایت‌هایی را می‌آورد که در آنها محمد نام تمامی خلفای خویش را معین کرده‌است. اما در دسته دیگری از اینگونه روایت‌ها، دوازده خلیفه تنها با عبارت «کعدة نقباء بنی اسرائیل» معرفی شده‌اند. بر اساس گزارش زینلی پژوهشگر شیعه، با توجه به تعدد و گوناگونی مضامین این روایت‌ها، اهل سنت از دو روش ترتیب و گزینش برای تعیین مصداق خلفای پیامبر استفاده کرده‌ و نامشان را در کتاب‌های خود ثبت نموده‌اند. ابن حجر عسقلانی عالم شافعی مذهب، از کسانی است که بر اساس ترتیب و حاکمیت ظاهری، از بنی‌امیه و بنی‌مروان به عنوان خلفای دوازده‌گانه نام برده‌است. بنابر عقیده او؛ ابوبکر، عمر، عثمان، علی بن ابی‌طالب، معاویه، یزید، عبدالملک بن مروان، ولید بن عبدالملک، سلیمان بن عبدالملک، یزید بن عبدالملک، هشام بن عبدالملک و ولید بن یزید بن عبدالملک مصداق حدیث دوازده خلیفه پیامبر اسلام هستند. از نظر ابوحاتم بن حبّان محدث شافعی، بعد از خلفای راشدین؛ معاویه، یزید، معاویه بن یزید، مروان بن حکم، عبدالملک مروان، ولید بن عبدالملک، سلیمان بن عبدالملک و عمر بن عبدالعزیز از خلفای دوازده‌گانه محسوب می‌شوند. ولی سیوطی از اندیشمندان شافعی مذهب، در تاریخ الخلفا به روش گزینشی روی آورده‌است و تعداد خلفا را بدین گونه می‌نویسد: «هشت تن از جانشینان محمد عبارتند از خلفای راشدین، حسن بن علی، معاویه، عبدالله بن زبیر و عمر بن عبدالعزیز. المهتدی و الظاهر از حاکمان عباسی که همه این افراد از نظر او حاکمان عادل و شایسته‌ای بوده‌اند. سپس در ادامه می‌آورد: دو نفر دیگر از جانشینان محمد باقی است که باید منتظر آنها بود؛ یکی از آنها مهدی از اهل بیت پیامبر است. او از نفر دوم نامی نمی‌برد و در این‌باره سکوت می‌کند.»

### مبانی حدیثی امامت نزد شیعه

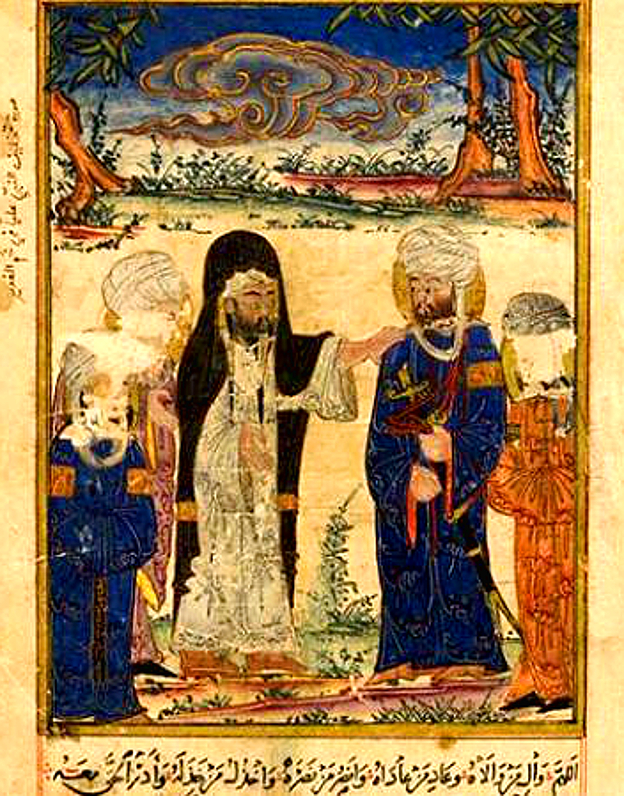
نقاشی انتصاب علی توسط محمد در غدیر خم، کتاب آثار الباقیه عن القرون الخالیه ابوریحان بیرونی، ۱۳۰۷ یا ۱۳۰۸ میلادی.

در خصوص الهی بودن امامت، محمد باقر از امامان شیعه، بیشتر به قرآن استناد کرده‌است، اما در تکمیل نظریاتش از احادیث فراوانی منقول از پیامبر هم استفاده کرده‌است. مهم‌ترین حدیثی که باقر در تأیید امامت ائمه به آن استناد کرده، حدیث غدیر است. بر طبق این حدیث، پیامبر از مردم پرسید: «مَن أَوْلَی بِکُم» یعنی «چه کسی به شما نزدیک‌تر و سزاوارتر است؟» مردم پاسخ دادند خدا و پیامبرش بهتر می‌دانند. سپس پیامبر با اشاره به آیهٔ ششم سورهٔ اَحزاب پرسید مگر من به شما سزاوارتر و نزدیک‌تر از خودتان نیستم؟ مردم پاسخ مثبت دادند. پیامبر سپس دست علی را بالا گرفت و گفت «مَن کُنتُ مَوْلیٰ فَعَلیٌّ مَوْلاه» یعنی «هرکه من مولای او هستم، علی نیز مولای اوست». حدیث دیگری که محمد باقر برای اثبات امامت علی بن ابی‌طالب از آن استفاده می‌کند، گفتهٔ پیامبر خطاب به علی است که «یا علی، تو برای من مانند هارون نسبت به موسی هستی، جز آنکه بعد از من پیامبری نیست.» به گزارش دانشنامه کلام اسلامی، این حدیث در منابع اهل سنت مانند صحیحین (بخاری و مسلم)، مسانید احمد بن حنبل و طیالسی، سنن ترمذی و ابن ماجه آمده‌است. حدیث دیگری که در اثبات وجوب امامت مورد استفادهٔ محمد باقر است، روایت «هرکس بی امام بمیرد به جاهلیت مرده‌است» است. محمد باقر برای اثبات گزینش امام توسط خداوند، به داستان ابراهیم در قرآن اشاره دارد که خداوند ابتدا او را به‌عنوان «عَبد»، سپس به‌عنوان «پیامبر»، سپس به‌عنوان «رسول»، بعد به‌عنوان «دوست» و در نهایت به‌عنوان «امام» پذیرفت. در این هنگام ابراهیم پرسید آیا این فضیلت به نسل او هم می‌رسد که خداوند در پاسخ گفت آنان که گمراه شوند از آن نصیبی نخواهند داشت.

## امامت در دیدگاه اهل سنت

### تعریف امامت
بر اساس گزارش دایرةالمعارف بزرگ اسلامی، اهل سنت به مانند شیعیان از دیدگاه جانشینی پیامبر اسلام به امامت توجه دارند ولی برخلاف دیدگاه شیعه آن را امری می‌دانند که مردم از طریق مشورت و تبادل نظر در موردش تصمیم می‌گیرند. در این تصمیم‌گیری جمعی، سرانجام فردی انتخاب می‌شود که توانایی تأمین مصالح جامعه اسلامی و اجرای احکام اسلامی را داشته باشد. پس در نگاه اهل سنت این امّت است که با انتخاب امام و بیعت با او به قدرت مشروعیت می‌بخشد. در حقیقت مشروعیت سیاسی و امر امامت بر عهده امّت اسلامی واگذار شده‌است. سخن ابن خلدون، از منتقدان تشیع، دربارهٔ امامت این است که نهایت امر امامت به این مسئله ختم می‌شود که مقتضای مصلحت جامعه در آن باشد و به اجماع مسلمانان انجام گیرد و برگشت این امر به مسائل اعتقادی نیست. در میان متکلمان اهل سنت دمیجی در کتاب الامامه العظمی عند اهل السنه و الجماعه تعریف ابن خلدون را پذیرفته‌است. تعریف جامع ابن خلدون بر اساس گزارش او چنین است که امامت اداره و رهبری همگان است در مصالح اخروی و منافع دنیایی که به آخرت بازگشت کند. در حقیقت امامت جانشینی بعد از پیامبر اسلام در نگهبانی از دین و شریعت و سیاست امور دنیا به وسیله آن است. ماوردی در تعریف امامت می‌گوید: ریاست عمومی در امور دین و دنیا که در جایگاه جانشینی پیامبر انجام می‌شود. پس بنابراین تعاریفِ نزد متکلمان سنی، امامت خلافت و جانشینی پیامبر، از سنخ ریاست و حکومت بر مردم است که امور دنیایی و اخروی آنها را شامل می‌شود و اطاعت از امام بر همه مسلمانان واجب و ضروری است. عبدالرحمن لاهیجی از علمای اهل سنت در تعریف امامت می‌گوید: گروهی امامت را به زمامداری و ریاست در امور دین و دنیا تعریف کرده‌اند ولی بهتر آن است که بگوییم: خلافت پیامبر در برپاداشتن دین و حفظ حوزه مسلمانان به گونه‌ای که اطاعت از او بر عموم مسلمانان واجب است. به عقیده متکلمانی از اهل سنت همچون تفتازانی، امامت امری غیر الهی و از مسئولیت‌های عالِم دین به‌شمار می‌آید. به همین جهت آن را از فروع دین دانسته‌ و مباحثش را در علم فقه مطرح کرده‌اند. به عبارت دیگر می‌توان گفت که امامت در نزد آنان از فروع دین به حساب می‌آید و وجوب نصب امام از نظر آنان، امری فقهی است.

### ضرورت امامت
اشاعره و معتزله از اهل سنت براین باورند که نصب امام شرعاً بر مردم واجب است و این وجوب دارای دو قید است، یکی آنکه وجوبش شرعی، نه عقلی است و دیگری آنکه وجوبش از باب «وجوب علی الناس» است. ازجمله ادله آنها بر اعتقادشان، اجماع است. آنها می‌گویند: «کلیه اصحاب پس از درگذشت پیامبر مهم‌ترین واجب الهی — دفن بدن او — را رها کردند و به سر و سامان بخشیدن به جانشینی او پرداختند. اصحاب دربارهٔ شخص جانشین به توافق نرسیدند ولی همه لزوم جانشین را تأیید کردند. بعد از صحابه، امّت عمل آنها را قبول کردند. بدین ترتیب عملی که مورد تأیید صحابه است، واجب می‌شود.» مستند نظر این گروه، روایت «لاتجتمع امّتی علی الضلالة» است و از آنجا که اجماع از منابع شرع است؛ پس امامت شرعاً واجب است. غزالی نیز در کتاب الاقتصاد هرگونه ضرورت عقلی امامت را انکار کرده و معتقداست که علاوه بر اجماع می‌توان وجوب امامت را به نظام امر دین مستدل کرد. او در این‌باره می‌گوید: «نظام امر دین قطعاً مقصود شارع است و این امر جز به وجود امام فرمانده — رهبر — حاصل نمی‌شود؛ لذا نصب امام شرعاً واجب است.» از ادله دیگر اشاعره بر نصب امام حدیث «من مات و لم یعرف امام زمانه مات میتة جاهلیّّة» است. آنها به حکم این حدیث وجوب امامت را شرعی می‌دانند. چرا که معرفت فرع بر حصول و تعیین است؛ بنابراین تعیین و انتخاب امام بر مردم شرعاً واجب می‌شود. اما فخر رازی از گروه اشاعره و برخی از معتزلیان همچون ابوالقاسم جاحظ، ابوالقاسم کعبی و ابوالحسین بصری انتخاب امام را عقلی می‌دانند. نظر آنها به این صورت است که نصب امام موجب دفع ضرر از نفس است و چون دفع ضرر از نفس بر انسان عقلا واجب، لذا نصب امام بر اساس یک اصل عقلی واجب می‌شود.

### شروط امامت در نزد اهل سنت
منصب امامت همواره از دیدگاه اهل سنت برای دفاع از اسلام و اجرای احکام شریعت ضروری و لازم است. به همین جهت در منابعشان ویژگی‌ها و شرایط عامی برای امام ذکر کرده‌اند که به‌طور معمول این ویژگی‌ها برای هر نوع حکومت و حاکمی لحاظ می‌شود. در نظر آنها امام باید مرد، عاقل، بالغ، مسلمان، عادل و دارای مکارم و فضیلت‌های اخلاقی، عالِم به مسائل دین و نَسَب او از قریش باشد، معیوب و معلول نباشد و از لحاظ جسمانی بتواند جامعه را اداره کند. در دسته‌بندی دیگری بر اساس گزارش ماوردی از متکلمان معتزلی هفت خصوصیت را برای امام برشمرده‌اند که شامل عدالت با تمام شرایطش، علم در حد اجتهاد، سلامتی حواس و اعضای بدن، آشنایی با امور و علوم سیاست و حکومت، شجاعت و نسب — یعنی قرشی بودن — است. از میان این شروط سه شرط مجتهد بودن، افضل بودن و قریشی بودن مورد اختلاف است. همچنین داشتن عصمت و علم الهی برای امام شرط مورد قبولی در نزد آنها نمی‌باشد. به گفته میلانی پژوهشگر شیعی، از میان صفات و ویژگی‌هایی که اهل سنت برای امام ضروری می‌دانند، سه ویژگی اجتهاد و علم، عدالت و شجاعت مورد اجماع همه آنهاست. او در ادامه نیز می‌افزاید که اهل سنت بر عدم اعتبار صفت عصمت اتفاق نظر دارند؛ به اعتقاد آنها عدالت در جانشین و خلیفه پیامبر کافی است و نیازی به عصمت برای امام نیست. بنابه گزارش دانشنامه جهان اسلام، اهل سنت احتمال خطا و اشتباه و حتی فسق را از امام نفی نمی‌کنند و معتقدند اگر فردی صلاحیت برای زمامداری و اداره امور دنیوی را دارا باشد، برای رسیدن به مقام امامت و جانشینی پیامبر کفایت می‌کند. اما با این وجود اطاعت از امام را واجب می‌دانند و برای مخالفت با او حرمت قائلند.

### نحوه انتخاب (راه‌های تعیین امام)
سه روشِ انتخاب شورای اهل حل و عقد، استخلاف و عهد و همینطور غلبه و قهر مورد تأیید اهل سنت است که برای انتخاب امام برگزیده‌اند. در اولین روش اهل حل و عقد بر امامت یک نفر اجماع کرده و با او بیعت می‌کنند. استناد آنان نیز بر این امر انتخاب ابوبکر به عنوان اولین جانشین انتخابی مردم بعد از پیامبر اسلام است. متکلمان اهل سنت در گام اول اجماع همه مسلمانان بر امامت یک نفر را بیان می‌کنند ولی از آنجایی که این امر امکان‌پذیر نیست، منتخب اهل حل و عقد را به عنوان امام مسلمانان می‌پذیرند و بعد از انتخاب و بیعت اهل حل و عقد با این فرد، بیعت با او بر همه مردم واجب است. تفتازانی در شرح المقاصد و ماوردی و ابو یعلی فراء در الاحکام السلطانیه اجماع اهل حل و عقد را برای انتخاب امام واجب می‌دانند. در برخی از منابع اهل سنت تعداد معینی برای اهل حل و عقد گفته شده‌است، ازجمله قلقشندی در مآثر الانافه تعدادشان را چهل نفر و رملی در نهایة المحتاج تعداد معتبر را دو تا چهار نفر می‌دانند. ماوردی نیز در کتابش از معتبر دانستن بیعت یک نفر با امام در نزد اهل سنت گزارش می‌کند که دلیل آن را بیعت عباس عموی پیامبر با علی بن ابی‌طالب عنوان کرده‌اند. در روش استخلاف و عهد این امام قبلی است که امام بعدی را برمی‌گزیند و او را به جانشینی خویش معرفی می‌کند. به همان گونه که در صدر اسلام ابوبکر بعد از خود عمر را به جانشینی برگزید. در این روش امام قبلی می‌تواند جمع معدودی را انتخاب کند و آنان یکی را از جمع خود به امامت برمی‌گزینند. این روشی بود که عمر برای جانشینی پس از خود به‌کار برد. در مبانی اعتقادی سنی، در اینکه این استخلاف برای امامت امام بعدی کفایت می‌کند یا این روش مشروط به بیعت اهل حل و عقد است، اختلاف وجود دارد. عده‌ای همچون ماوردی، رضایت اهل حل و عقد را همراه این روش شرط نمی‌دانند و گروهی دیگر چون ابن تیمیه، رضایت ایشان را لازم می‌دانند. در میان اهل سنت سومین روش گزینش امام بدینگونه است که فرد از طریق قهر و زور — کودتا — امور جامعه را در دست می‌گیرد که به موجب آن اطاعت حاکم واجب خواهد بود و خروج و قیام بر ضد او حرام می‌باشد. اکثریت مذهب عامه این طریقه را صحیح دانسته‌اند مگر عده‌ا‌‌ی از خوارج، معتزله و گروهی از شافعی مذهبها. البته میلانی در کتاب جواهر الکلام فی معرفة الامامة و الامام چهار نظر عمده را برای تعیین امام برمی‌شمرد که عبارتند از انتخاب امام از سوی مردم به‌طور مستقیم — بیعت —، تعیین امام از طریق شورای اهل حل و عقد، وصیت امام قبلی بر امامت امام پس از خود، نص — دلیل واضح و صریح —، سپس در ادامه با طرح نظرات جرجانی، فخر رازی و تفتازانی از بزرگان اهل سنت، سه روش بیعت با امام، وصیت و شورای اهل حل و عقد را مورد اجماع آنان می‌داند. از میان راه‌های گفته‌شده؛ منصوص بودن را تنها روش مورد تأیید امامیه برای تعیین جانشین پیامبر بیان می‌کند.

### عزل امام
به گفته دانشنامه بریتانیکا در نظر اهل سنت باید از خلیفه یا امام منتخبِ اهل حل و عقد اطاعت کرد، هرچند امام مرتکب گناه شود و تا زمانیکه او آشکارا گناه نکند و به احکام اسلام پایبند باشد؛ خروج بر او جایز نیست. دمیجی از دانشمندان اهل سنت، یکی از شرایط عزل امام را خارج شدن از اسلام و مرتد شدن او می‌داند که در این صورت عزل امام واجب است. بر این اساس هر کس که قادر بر این کار باشد و آن را ترک نماید؛ گناه‌کار خواهد بود و هر کس که توانایی مقابله با امام کافر را ندارد باید هجرت کند و از حوزه امامت او خارج گردد. بر اساس گزارش ابن حجر عسقلانی این امر از امور اجماعی میان اهل سنت است که امام در صورت کفر برکنار می‌شود و بر هر مسلمانی اقدام به برکنار کردن امام کافر واجب است. به عقیده او هر کس بر این کار توانایی بیابد ثواب می‌برد و هر که سستی کند مرتکب گناه شده‌است. همچنین وظیفه کسی که از قیام بر امام کافر عاجز و ناتوان باشد؛ اینست که باید از آن زمین هجرت کند. البته اینکه امام با چه کیفیتی از اسلام خارج می‌شود و مرز بین کفر و اسلام چیست، موضوعی است که در میان اهل سنت محل اختلاف قرار گرفته‌است. از شرایط دیگر عزل امام ترک نماز است. بنا به اعتقاد اهل سنت، اگر امام گناه و فسق را به این حد برساند که اقامه نماز را ترک کند، عزل او واجب است و باید علیه او خروج کرد. اما اگر فسق و فجور او به حدی نرسیده باشد که نماز نخواند، امامتش برجاست و هرکس بر علیه او خروج کند؛ بدعت‌گزار و خارج از دین خواهد بود. احمد بن حنبل در این زمینه می‌گوید: «هر کس بر امامی از امامان خروج کند، خارجی است که جمعیت مسلمانان را متفرق ساخته و با آثار رسول خدا مخالفت کرده‌است. اگر بمیرد به مرگ جاهلی مرده‌است و مبارزه با سلطان و خروج بر او جایز نیست؛ هرچند ستم‌کار باشد.» هرچند برخی از معتزله و اشاعره و خوارج فاسق بودن امام را مخل امامت شمرده‌اند و خروج بر امام ظالم و فاسق را واجب می‌دانند. اما غالب اهل سنت چنین چیزی را قبول ندارند؛ چنانچه در الامامة العظمی آمده‌است: «غالب اهل سنت معتقدند که خروج با شمشیر علیه امامان ظالم تا زمانی که ظلم و ستمشان به حد کفر صریح یا ترک نماز و دعوت به ترک نماز یا رهبری مردم بر اساس غیر کتاب خدا نرسیده باشد، جایز نیست.» به اعتقاد تفتازانی، از شروط دیگر عزل امام، نقص در تصرفات است یا اینکه امام نتواند وظایف خود را انجام دهد؛ چه اینکه زیر دستانش فرمانبردار او نباشند و چه اینکه اسیر و زندانی شود و از انجام امور بازداشته شود. و چه اینکه دیگری بر او قیام کرده و بر او مسلط شده باشد که در این صورت فرد غالب امام خواهد بود. و چه اینکه امام به خاطر نقص جسمانی مانند کوری و کری و دیوانگی نتواند جامعه را اداره کند. در تمام این حالت‌ها امام از امامت عزل می‌گردد و اینگونه شرایط اجماعی هستند و اختلافی در آنها نیست.

## امامت در دیدگاه شیعه

### امامیه
گسترده‌ترین بحث درباره امامت در نزد شیعه امامیه یا اثنی عشری گزارش شده‌است. بنابه گزارش دانشنامه جهان اسلام، این گروه از شیعیان به جهت اعتقاد به امامت دوازده امام — شامل علی بن ابی‌طالب و یازده نفر از فرزندانش — به این نام مشهور شده‌اند. مقام امامت در دیدگاه آنها از نقش و جایگاهی معنوی حکایت دارد که عبارت‌اند از «مرجعیت انحصاری دینی» که شیعیان امامیه برای امامان خویش قائلند. شیعیان دربارهٔ انتصاب امام بر این باورند که امری «الهی بوده» و از طریق «نص» انجام می‌پذیرد. «عصمت»، «علم» و «قدرت» نیز از ویژگی‌های خاص امام در نزد شیعیان برشمرده شده‌است. باور شیعیان امامیه دربارهٔ امامت از جهات مختلفی با عقاید فرقه‌های دیگر شیعه مانند کیسانیه، زیدیه و اسماعیلیه متفاوت است در حالیکه در معیّن بودن امام همگی اتفاق نظر دارند. شیعیان، امام را از نظر عقیده و ایمان، التزام به مکارم و فضیلت‌های اخلاقی، آشنایی کامل و درست با احکام و قوانین واقعی اسلام، عبادت خدا و انجام وظایف دینی، برجسته‌ترین و بهترین فرد زمان خود می‌دانند؛ لذا به دلیل این فضیلت‌ها، امام را در رتبه بعد از پیامبر می‌دانند که می‌تواند در جایگاه جانشینی پیامبر و پیشوای مردم قرار بگیرد.

### تعریف امامت
بنابه نظر شیخ طوسی، «امام» رئیس و رهبری است دارای ولایت مطلق که از طغیان ستمگران جلوگیری و از مظلومان در برابر ظالمان دفاع می‌کند. خواجه نصیر طوسی نیز در تعریف امامت، معتقد است که ریاست عام و مطلقی است که مردم را بر حفظ مصالح دین و دنیایشان راهبری و راهنمایی می‌نماید و از کارهایی که بر خلاف مصلحتشان است بازمی‌دارد. از دیدگاه شیخ مفید، «امامت» ریاست جامعه دینی است و بنابر نظر او امامان قائم مقام پیامبرند و همچون پیامبر دارای مقام تنفیذ قوانین و احکام شرع و برپایی حدود الهی و تربیت بشر و حفاظت از دین و شریعت هستند. در این دیدگاه وجود «تکلیف» عقلا ضرورت وجود امام را گواهی می‌دهد و تعیین امام را از سمت خدا لازم و ضروری می‌داند.
مرتضی مطهری در تفاوت میان مقام امام و نبی معتقد است که نبی از جانب خدا به راهنمایی مردم می‌پردازد و امام مسئولیت رهبری امّت را برعهده دارد. بنابر این، امامت و نبوت دو منصب و دو شأن جداگانه از هم هستند. براین اساس، در طول تاریخ، بسیاری از پیامبران فقط نبی بوده‌اند و وحی الهی را به مردم رسانده‌اند. امامان شیعه هم دارای مقام امامتند و نبی نیستند. دو مقام‌ نبوت و امامت قابل جمع با یکدیگر هستند؛ چنان‌که پیامبران بزرگی چون ابراهیم و محمد دارای هر دو مقام بودند. نکته دیگر اینکه با ختم نبوت پیامبر اسلام، جنبه راهنمایی الهی و ارائه راه و برنامه به‌پایان رسید ولی نقش رهبری الهی ختم نشد. پس بنابر اعتقاد شیعیان، امامان آنها بعد از پیامبر وظیفه ولایت و سرپرستی کسانی که رهبری او را پذیرفته‌اند؛ برعهده دارند. مکارم شیرازی در تعریف امامت آورده‌است که امامت تحقق بخشیدن برنامه‌های دینی اعم از حکومت به معنی وسیع آن و اجرای حدود و احکام خدا و اجرای عدالت اجتماعی است به همراه تربیت و پرورش نفوس انسان‌ها در ظاهر و باطن که در حوزه ویژگی هدایت تکوینی امام است. به عقیده او مقام امامت بالاتر از رسالت و نبوت است. چرا که نبوت و رسالت تنها رساندن فرمان خدا و بشارت و انذار است اما در امامت علاوه بر آنها اجرای احکام و تربیت نفوس هم اضافه می‌شود. در معنای امامت هدایت نهفته و پنهان است که در حقیقت این هدایت یا همان امامت، رساندن به مقصد توسط امام است نه فقط نشان دادن راه.

### مؤلفه‌های امامت
صفات و نشانه‌های امام از نظر شیخ طوسی بنابه گفته دانشنامه جهان اسلام؛ عالم بودن، بهترین خلق از میان مردم و معصوم بودن اوست. همچنین به عقیده او، معرفی امام توسط پیامبر و امام قبلی که نص نیز گفته می‌شود، از شاخصه‌های مهم شناخت مدعی مقام امامت در اعتقاد شیعیان امامیه می‌باشد. محمد باقر پنجمین امام شیعیان، از «نصّ، علم، نور و عصمت» به‌عنوان مؤلفه‌های ضروری امامت از نگاه شیعه نام می‌برد. در این میان نص به‌نوبهٔ خود ملزوماتی دارد که به‌عقیدهٔ لالانی راه را بر سوءاستفادهٔ مدعیان دروغین امامت می‌بندد؛ زیرا نص علاوه بر اینکه به‌عنوان انتصاب صریح امام توسط خداوند تعریف می‌شود، بر مبنای حدیثی از باقر فقط در نسل پیامبر ادامه پیدا می‌کند. این ویژگی موروثی بودن، نوعی محدودیت ایجاد می‌کند تا همهٔ مدعیان نصّ، به‌راحتی نتوانند به رهبری و امامت دست پیدا کنند. طومارهای دینی سِرّی و سلاح پیامبر از جمله دیگر ملزومات نص به‌شمار می‌رود و از یک امام به امام بعدی منتقل می‌شود. محمد باقر اهمیت این سلاح‌ها برای مسلمانان را هم‌سنگ اهمیت تابوتِ عَهد برای بنی‌اسرائیل می‌داند. از دیگر ملزومات نص در دیدگاه محمد باقر، علم خاص و ویژه‌ای است که دریافت‌کنندهٔ نص آن را به ارث می‌برد. علمی که سرچشمه‌اش علی بن ابی‌طالب است و در زبان پیامبر با عبارت «من شهر علم هستم و علی دَرِ آن است.» توصیف شده‌است. از نظر باقر علمی که به آدم داده شد با مرگش از بین نرفت، بلکه از نسلی به نسل دیگر منتقل شد. بر مبنای این نظریه، پیامبر اسلام وارث علم تمام پیامبران پیشین است. پیامبر سپس این علم را به علی داد که علی هم به‌نوبهٔ خود آن را برای ائمهٔ بعدی به ارث گذاشت؛ بنابراین امامتی که باقر از آن سخن می‌گوید مبتنی بر علم است نه قدرتِ سیاسی، هرچند آن را نیز حقّ ائمه می‌داند. باقر برای پرهیز از سردرگمی، میان نبیّ و رسول و مُحدَّث (امام) فرق می‌گذارد و مرتبهٔ هر یک را از جهت چگونگیِ اتصال به عالَم بالا متفاوت توصیف می‌کند. بنابر احادیث دیگری که از باقر روایت شده‌است، به‌نظر می‌رسد نص، افزون‌بر علم، مُتَضَمِّن نور هم بوده‌است. این نور که از آن به‌عنوان «نور خدا» نام برده می‌شود، بنابر تفسیر باقر در آیهٔ ۸ سورهٔ تَغابُن، همان نور امامان است: «و به خدا و فرستاده‌اش ایمان بیاورید و به نوری که فروفرستادیم.»

### ویژگی‌ها
- عصمت: امامان به همراه محمد و فاطمه زهرا، چهارده نفر هستند که به چهارده معصوم معروفند و طبق برداشت ویژه‌ای از آیه تطهیر — آیه ۳۳ سوره احزاب — هیچ گناه شرعی اعم از کبیره و صغیره را مرتکب نمی‌شوند.[۱۶۰] چرا که پیشوا و الگو در صورتی گفتار و رفتارش حجیّت دارد و لازم به تبعیت است، که یقین به صحت آن وجود داشته باشد. البته در مورد خطا و اشتباه اختلاف نظرهایی وجود دارد. امام از دیدگاه متکلمان امامیه همانند پیامبران و فرشتگان باید معصوم و از هرگونه پلیدی پاک باشد. سرپیچی از دستورهای الهی و ارتکاب گناهان — کوچک یا بزرگ، عمدی یا سهوی، آشکار یا پنهان — با تصدی منصب امامت منافات دارد. بر اساس این دیدگاه مسئولیت اصلی امام حفاظت از شرع است و به این جهت باید معصوم و مبری از خطا و اشتباه باشد. کامل‌ترین تعریف عصمت از دیدگاه شیعه دوازده امامی در سخن شیخ طوسی آمده‌است: عصمت شرط اساسی برای تمام انبیا و امامان محسوب می‌شود که دایره عصمت آنها شامل عصمت از جمیع گناهان صغیره و کبیره — عمدا و سهوا — و در تمام دوران عمرشان — قبل و بعد از تصدی مقام نبوت یا امامت — می‌شود؛ بر این اساس آنان از هر خطا و اشتباهی مبری و معصومند.[۱۶۱]
- عدالت: امامان هیچ حقی را از خود، دیگران و خدا — چنان‌که در دین این حقوق تعریف شده و مطابق عقل محض باشد — پایمال نمی‌کنند.[۱۶۲]
- علم: علم به تمام علوم و قوانین و احکام شریعت به وسیله تعلیم پیامبر و نه از طریق وحی. امامان کاملاً به دین آگاهند و جواب تمام سؤالات دینی را می‌دانند؛ لذا در دوره بعد از محمد تفسیر دین بر عهده آنهاست. در خصوص نحوه تحصیل علم و حدود آن اختلاف‌هایی وجود دارد. اعلم بودن امام از صفات معتبر در افضلیت است که تنها به علوم شرعی اختصاص ندارد و امور غیرشرعی را نیز در برمی‌گیرد. امام علم مناظره با دیگران را می‌داند تا در برخورد با آنهایی که در عقاید مردم ایجاد شک و شبهه می‌کنند پیروز شود و دین را از زوال حفظ نماید.[۱۶۳]
- حجت: امامان حجت خدا در هر عصری هستند. بدین معنا که حیات دینی تماماً و کاملاً در وجود آن‌ها محقق شده‌است؛ لذا رفتار و کردار آن‌ها بر سایرین حجت محسوب می‌شود. به عبارت دیگر مردم با مشاهده رفتار و گفتار آن‌ها به آنچه در اسلام پسندیده و توصیه شده‌است، آگاه می‌شوند.[۱۶۴][۱۶۵]
- ولایت: بنا به عقیده شیعیان ولایت و سرپرستی امور مردم از شئون مالکیت است که در حقیقت مالک مطلق مردم خداست. سپس در راستای ولایت خدا، ولایت پیامبران و امامان قرار دارد که از طرف خداوند به آنها داده شده‌است. این نوع ولایت به ولایت تکوینی و تشریعی تقسیم شده‌است. بنابه تفسیر آیه‌های قرآن — آیه ۵۵ مائده، آیه ۵۹ نساء، آیه‌های۳۶ و ۳۷ ص و آیات ۸۱ و ۸۲ انبیاء — این ویژگی برای امامان ثابت گردیده‌است.[۱۶۶]
- افضلیت: دیگر ویژگی امام که بنابه نظر شیعه امام باید افضل از دیگران باشد و در صورت وجود مفضول حق امامت ندارد و خداوند کسی را به امامت منصوب می‌کند که از سایر مسلمانان افضل باشد. در بین مسلمانان در اشتراط و غیر اشتراط افضلیت امام اختلاف دیدگاه وجود دارد. امامیه افضلیت را شرط می‌دانند و اشاعره آن را لازم نمی‌دانند. از معتزلیان هم برخی اعتقاد به شرط بودن افضلیت دارند و گروهی از آنان افضلیت را شرط نمی‌دانند.[۱۶۷]

از دید شیعیان محمد تمام ویژگی‌ها و وظایف امام را دارد و علاوه‌برآن وظیفه تشریع و تبلیغ دین و ویژگی ارتباط با خدا از طریق وحی را نیز دارد. همچنین فاطمه دختر محمد تمام ویژگی‌های بالا را دارد و فقط مسئولیت‌های زیر را ندارد.

### مسئولیت‌ها
- مرجعیت دینی: در دیدگاه شیعیان بعد از تکمیل تشریع دین توسط محمد، تفسیر آن و پاسخ به مسائل جدید پیش آمده نیازمند ویژگی‌های خاصی است، که شامل علم کامل به دین و عصمت از گناه می‌شود. با توجه مجموعه صفات فوق تنها ائمه این ویژگی را دارند. آن‌ها از جانب خدا مکلف هستند آموزه‌های دین را برای مردم تبیین کنند و مردم باید سؤالات خود را نزد آن‌ها ببرند.[یادداشت ۳۳][۱۶۸]
- رهبری اجتماع (ولایت امر): این مفهوم بین شیعه و سنی مشترک است. بدین معنا که هر دو بر ضرورت وجود چنین جایگاهی در جامعه مسلمانان اتفاق نظر دارند. اهل سنت آن را اصطلاحاً «خلیفه» می‌خوانند. آن‌ها برای شخص خلیفه صفت و ویژگی خاصی قائل نیستند و راه انتخاب او را «شورا»، «اهل حل و عقد»، «وصایت» و برخی «غلبه» می‌دانند. در طول تاریخ بسیاری خلفا با شمشیر این مقام را تصاحب کرده‌اند. بسیاری از خلفا را کشته و بسیاری را عزل کرده‌اند. اما نزد شیعه ولی امر باید عالم، عادل، معصوم و حجت باشد، تا بر طبق دین حکم کند و بر هیچ‌کس ظلمی روا نکند و مردم مکلف به اطاعت از او هستند. این مفهوم با ولایت فقیه تشابه ظاهری و تفاوت باطنی دارد. شیعیان معتقدند که شخص ولی امر توسط خدا برگزیده شده و توسط نبی یا امام قبلی به مردم معرفی می‌شود. خلافت حق اوست و سایرین که این مسند را گرفته‌اند، غاصب هستند. استناد آن‌ها به آیه «انّما ولیکم الله و رسوله و الذین ءامنوا الذین یقیمون الصلوة و یؤتون الزکوة و هُم راکعون» است.[یادداشت ۳۴] شیعیان مصداق این آیه را علی بن ابی‌طالب می‌دانند، که در حال رکوع نماز به فقیری انگشتری خود را بخشید. ضمن آنکه این آیه سیاست اقتصادی و اجتماعی ولایت شیعی را نیز مشخص می‌سازد و بین اصلاح امور مسلمین و دستگیری آنان با عبادت خدا جمع می‌کند. تلاش برای نشر و تبلیغ علوم و احکام اسلام و مبارزه با انحرافات، اجرای قوانین سیاسی، اجتماعی، قضایی، حقوقی، جزایی، اقتصادی اسلامی و ادامه حکومت اسلامی پیامبر که همراه با مصونیت کامل از خطا و اشتباه و فراموشی و خطای عمدی در انجام موارد یادشده است، از وظایفی است که امام در حوزه رهبری اجتماع برعهده دارد.[۱۶۹]
- ولایت باطنی: این مسئولیت به مفهوم باطنی ولایت مرتبط می‌شود و اموری نظیر شفاعت را شامل می‌شود. امامت و ولایت علی بن ابی‌طالب و ولایت تشریعی که دارای دو معناست. اول به معنای تشریع احکام و وضع قوانین و دوم به معنای مقام مرجعیت خلق در امور دینی و دنیوی و همچنین مقام وجوب اطاعت و سرپرستی امور دینی و دنیوی خلق.[۱۷۰]

### زیدیه و اسماعیلیه
دو فرقه اسماعیلیه و زیدیه از فرقه‌های دیگر شیعه هستند که همچنان به لحاظ سیاسی و اجتماعی در جریانند. دیدگاه این دو فرقه نسبت به امامت از سده‌های نخستین اسلام شکل گرفته‌است. این دو فرقه ابتدا معتقد به امامت و رهبری اهل بیت بودند ولی با گذشت زمان افراد دیگری را به رهبری برگزیدند و از نظر عقاید تفاوت‌هایی با شیعه امامیه دارند.

#### زیدیه
فرقه زیدیه که پس از کشته شدن زید بن علی در سال ۱۲۲ هجری به وجود آمد، در اصول اعتقادی مانند خداشناسی، راهنماشناسی، معادشناسی با شیعیان امامیه هم‌عقیده‌اند، هرچند در امور جزئی و مسائل کلامی خصوصاً در بحث امامت با امامیه و سایر گروه‌های شیعی تفاوت دیدگاه و اختلاف نظر دارد. نظریه امامت آنها با پذیرش نص خفی بر امامت علی بن ابی‌طالب و نص جلی بر امامت حسنین همراه است ولی در امامت بعد از حسین بن علی قائل به نص نیستند. بلکه بر این باورند که هر فرد فاطمی که با شمشیر قیام و به خود دعوت کند، اطاعتش واجب است. از این رو به خاطر تقیه کردنِ علی بن حسین، امامتش را نپذیرفتند و به زید بن علی روی آوردند. آنها امامت را بالاترین جایگاه قدرت در جامعه اسلامی می‌دانند. در نزد آنان امام قداستی ندارد و دارای عصمت و علم لدنی نیست. از این رو هدایت جامعه به سمت خدا از وظایف امام نخواهد بود و انتخاب امام تنها برای اجرای حدود، جهاد و… لازم است. بنابر این از نظر آنها تنها راه نصب امام، شرع و راه شناخت امام قیام و دعوت است. به گزارش انصاری از محققان شیعه، مسئله امر به معروف و نهی از منکر در دیدگاه زیدیه دارای اهمیت بالایی است تا جایی که امامت به عنوان زیر مجموعه آن محسوب می‌شود. بنابراین خط فکری زیدیه در این مسئله به نظریه اهل سنت نزدیک‌تر است و از جایگاه سیاسی _ اجتماعی به آن نگاه می‌کنند. آنها مانند شیعیان امامیه معتقد به مرجعیت دینی امام هستند ولی همچنان ملازمت میان امامت و رهبری دینی با رهبری سیاسی را قبول ندارند. لذا نظر آنها در تعیین امام با گروه امامیه متفاوت است. امامیه معتقد به نص و امام منتخب از جانب خدا هستند درحالیکه زیدیه قائل به انتخاب هستند و پذیرش امت در تعیین امام را موجب مشروعیت آن می‌دانند. از شرایط زیدیه برای امام، می‌توان به فاطمی بودن امام _ از نسل فاطمه دختر پیامبر باشد _ و اقدام او به دعوت _ اقدام به امر به معروف و نهی از منکر و قیام به شمشیر به وقت نیاز و ضرورت _ اشاره کرد. در مقابل امت نیز مکلف به  قیام به امر به معروف و نهی از منکرند و هنگامیکه امام اقدام به دعوت نمود، وظیفه دارند که او را همراهی کنند. بر این اساس هرگاه فردی از نسل فاطمی علیه حکومتی ستمکار خروج نماید؛ بر مردم واجب است که با او بیعت کنند و زمینه امر به معروف و نهی از منکر را در جامعه فراهم نمایند.

#### اسماعیلیه
اسماعیلیان وجود امام را ضروری می‌دانند و معتقدند که زمین هرگز از امام و هدایت‌گر خالی نخواهد بود. لزوم ادای امانت الهی، لزوم حفظ دین، تعلیم و هدایت، اقتضای عدل الهی، تبیین حکم الهی و دعوت مردم به آمادگی برای روز داوری از دلایلی است که آنها برای وجوب امامت و وجود امام برمی‌شمردند. از نظر آنان وصی هر پیامبر پس از او برترین مردم زمان خویش است. امام را «وارث پیامبر» می‌دانند که شایستگی سرپرستی امت را داراست. همچنین آنها اعتقاد به عصمت امام دارند و از شرایط امامت نص و علم را قبول دارند. اسماعیلیه معتقد به امامت دائمی هستند و چون شریعت محمد را آخرین شریعت الهی می‌دانند؛ پس امامت در امت او تا روز قیامت پابرجاست. به عقیده آنان امام «مرکز آسمان‌ها» و «قطب زمین» است که در صورت عدم وجود او زمین اهل خود را فرو می‌برد. همچنین به اعتقاد آنها امام به امر خدا و اراده او صاحب اختیار همه مخلوق‌ها هستند. در دیدگاه اسماعیلیه، حفظ دین و شریعت، مدیریت و رهبری جامعه و تفسیر آیات قرآن از مهم‌ترین وظایف امام است.

## تعداد امامان
روایت‌های بسیاری از راویان شیعه و سنی گزارش شده‌است که به نقل از پیامبر اسلام تعداد اوصیای بعد از ایشان به عدد نقبای بنی اسرائیل، حواریون عیسی و ماه‌های سال تشبیه شده‌است. این حدیث نبوی که در مجموع احادیث مسلمانان از اهمیت بالایی برخوردار است، با این مضمون نقل شده‌است: «الخلفاء بعدی اثنا عشر کعدد نقباء بنی اسرائیل». این روایت را ۱۹ صحابی و ۶ امام روایت کرده‌اند. از مجموع این روایت‌ها به وضوح دوازده‌گانگی خلفای پیامبر دریافت می‌شود. برخی شیعیان با استناد به حدیث جابر و برخی احادیث دیگر معتقدند ائمه ۱۲ فرد کاملاً مشخص هستند، که از جانب خدا و از زمان محمد با اسم معرفی شده‌اند. البته برخی احادیث، امامت عموم اهل بیت را اثبات می‌کند مثل حدیث ثقلین و برخی دیگر به تعداد امامان اشاره کرده‌است. برای نمونه مسلم در صحیح خود از جابربن سمره به نقل از محمد روایت کرده‌است که گفت: این دین همیشه تا قیام قیامت و تا هنگامی که دوازده نفر خلیفه بر سر شما باشند، استوار و برپاست. این خلفا همگی از قریش هستند. روایت دیگری نیز از پیامبر اسلام به این مضمون نقل شده‌است: کار این امّت همیشه به سامان است و پیوسته بر دشمنانشان پیروزند تا آنگاه دوازده نفر خلیفه که همگی آن‌ها از قریش هستند؛ درگذرند.

## امامت در دیدگاه مستشرقان
به گفته‌ی مادلونگ اسلام شناس آلمانی، در قرآن همواره برای خویشاوندان پیامبران گذشته ارزش خاصی بیان شده‌است. همچنین در این کتاب وجوه تشابهی میان خاندان پیامبران پیشین و خاندان محمد وجود دارد؛ لذا لازم است که پیامبر اسلام برای خاندان خویش جایگاهی را در نظر گرفته‌باشد. به عنوان نمونه قرآن برای خاندان محمد به لحاظ طهارت و پاکی مقام خاصی را قائل شده‌است یا در برخی آیه‌های قرآن خویشان نَسَبی پیامبران پیشین وارث ملک و حکم، حکمت، کتاب و امامت پیامبران دانسته‌شده‌اند. به عقیده مادلونگ بر این اساس و تا جایی که از بیان افکار محمد در قرآن برمی‌آید؛ او نظری بر جانشینی طبیعی ابوبکر پس از خودش نداشته و رضایتی از این اتفاق بیان نکرده‌است. او معتقد است اگرچه قرآن به مؤمنان سفارش کرده که برخی امور را از طریق شورا حل کنند ولی مسئله جانشینی محمد در این گروه نمی‌گنجد و نصب جانشین محمد از طریق انتخاب الهی صورت گرفته‌است. چرا که خداوند معمولا از خویشان نزدیک هر پیامبری جانشینی برای او برمی‌گزیند که ممکن است این جانشینان، پیامبر باشند یا نباشند.